# Lourinhã (freguesia)
Lourinhã is een plaats (freguesia) in de Portugese gemeente Lourinhã in het district Lissabon en telt 8797 inwoners (2001).